# Odescalchi Artúr
Herceg Odescalchi Arthur József Hugó Líviusz László (Szolcsány, 1837. július 21. – Körmöcbánya, 1925. január 9.), szerémi herceg, tehetős felvidéki úr, Nyitra vármegyei birtokos és az illóki (Szerém vármegye) hitbizományának ura, császári és királyi kamarás, a Jeruzsálemi Szent János-rend vitéze. Odescalchi Miklós nagyapja.

## Származása
Édesapja, Odescalchi Ágost herceg, (* 1808. január 1., †Pozsony, 1848. október 15.; Édesanyja, zicsi és vázsonykői Zichy Anna grófnő (* 1807. október 18., †Pozsony, 1900. március 18.)
Testvérei:
- Gyula, (* Pozsony, 1828. november 26., †1896. szeptember 29.), nemzetőri főhadnagy, neje: (Pest, 1855. szeptember 3.) Schonburg-Degenfeld Anna grófnő (* Tárkány, 1835. szeptember 1., +Sajóvámos, 1925. július 13.)
- Antonietta, (* 1830. december 16., †1845)

## Élete
Tanulmányait Pozsonyban, majd a pesti, bécsi és a lipcsei egyetemen végezte. Az abszolutizmus idején sokat tartózkodott Svájcban – ahol anyai nagynénjei, gróf Batthyány Lajosné, a kivégzett első magyar miniszterelnök özvegye, és Károlyi György grófné töltötték száműzetésük napjait – és Rómában, ahol a Lamoricière francia tábornok vezette pápai hadseregben vállalt szolgálatot. Az 1860-os hadjáratban részt vett és 1861-ben csapatai feloszlatása után hazatérve századossá lépett elő az újonnan megalakult magyar honvédségnél és egyszersmind a nyitrai zászlóalj parancsnoka lett. 1873. június 5-én a Magyar Történelmi Társulat igazgatóválasztmányi tagjává választotta. Az 1878-as választások alkalmával a tapolcai kerület országgyűlési képviselőjévé választotta függetlenségi programmal. Többször fölszólalt különösen az erdészeti szakkérdések körül. A bukovinai székelyek hazatelepítésének akcióját ő vezette. Az 1884-es választások alkalmával kerületében kisebbségben maradt, de 1886-ban a vágvecsei kerületben pártonkívüli programmal képviselővé választották. 1887-től már nem indult.
Lángoló hazafiságán kívül, bizonyos romantikus hajlam jellemezte. Huzamosabb ideig lakott Bolháson (Somogy vármegye), ahová birtokaira tótokat telepített, akik mind elmagyarosodtak. Amikor somogyi birtokáról Szkicóra költözött, ezt középkori lovagmodorban, szekereken, lóháton, csatlósok kíséretében tette; kastélya is egészen középkori modorban volt berendezve vízárkokkal, mellvédekkel körülvéve és benne egy fegyvertermet rendezett be rendkívül gazdag fegyvergyűjteménnyel a legrégibb időből. A bástyaszerű mellvédről két ágyú nézett alá, melyek nevezetes vendég érkeztére mindig eldördültek, mire az egész udvari cselédség középkori ősmagyar öltözetben sietett a fogadásra. Nagy előszeretettel viseltetett a történeti tudományok iránt: a történelmi, heraldikai és genealógiai és az országos régészeti társaságnak igazgató-választmányi tagja, a jeruzsálemi szent János-rend vitéze volt. Első neje Lopresti Eugenia bárónő, a második Erdődy Valéria grófnő, a harmadik Zichy Júlia grófnő volt.
1896-ban a főrendiház tagja lett.

## Művei
- 1891 Emlékek Barsvármegye hajdanából. Budapest
- 1912 A Majthényiak és a Felvidék. Budapest

Számos tanulmányt írt Szerémi álnéven. Hagyatékát Halász Gábor dolgozta fel, amelyből számos kézirat az OSZK kézirattárában található.

## Felesége, gyermekei
- 1. Pozsony, 1862. augusztus 27. - Fontana d'Angioli Presti Eugenia bárónő (* 1845. december 1., †1866. június 23.)
- 2. Újmajor, 1870. október 25., (elváltak: 1875) monoszlói monyorókeréki Erdődy Valéria grófnő (* Lednic-Revnye, 1850. szeptember 17., †Pozsony, 1933. június 16.)
- 3. Kolozsvár, 1876. január 10., (elváltak: 1894. november) zicsi és vázsonykői Zichy Júlia grófnő (* Stetteldorf, 1849. szeptember 23., +Budapest, 1935. augusztus 8.)

Gyermekei:
- Livius herceg (1. házasságból),(* Szolcsány, 1863. április 25. †Szolcsány, 1938. augusztus 21., felesége: (Kolozsvár, 1887. május 14.) Zejkfalvai Zeyk Ilona bárónő (* Sáromberke, 1863. október 6., †Pozsony, 1920. január 24.), 2.neje: Mária Wolf
- Mária, (2. házasságból) 1872. június 27., †Ónod, 1875. március 3.; Ónodi katolikus temetőben nyugszik.
- Lóránt Carolus Arthur August Innozenz Franziskus Gobertus, (2. házasságból) (* Kicő, 1874. szeptember 2., †Bécs, 1959. július 19.; neje: (Budapest, 1921. március 10.) Remetei Sebastiani Angéla, (* Nagykürtös, 1896. április 8., †Budapest, 1944. augusztus 6.)
- Jenő Zoárd Kálmán Ágost Arthúr (3. házasságból), (* Bolhás, 1878. október 9., †Demecser, 1917. április 3.), a főrendi ház örökös jogú tagja, felesége: (Tuzsér, 1901. június 8.) nagylónyai és vásárosnaményi Lónyay Pálma grófnő, (* Nagyszaláncs, 1880. március 25., †Tuzsér, 1967. július 17.)
- Jolanta, (3. házasságból) (* 1878, †1886. március 5.)
- Eyuda Bertha Juliane, (3. házasságból) (* Kicő, 1879. november 1., †Mayfield, Sussex, 1966. december 13.; 1. férje: (London, 1908.július 8. Lewis A. Scott-Elliot (* Langholm, Skócia, 1858. március 3., †Harrogate, Yorkshire, 1916. október 2.); 2. férje: (London, 1925. november 21. Augustus Frederick Liddel kapitány (* 1852. július 19., †London, 1929. április 6.)
- Alinka Julia, (3. házasságból) (* Kicő, 1882. május 28., †Görz, 1965. október 24.); 1. férje: (Budapest, 1902. augusztus 12. (elvált: 1909) gyergyószentmiklósi Kövér Gusztáv (* Jánk, 1874. augusztus 28., †Pusztakék, 1931. június 21.); 2. férje: (Linz, 1915. június 8. (elvált) Pius Lazzari (* Muscoli, 1889. július 30.)
- Balthasar Gaylma Bede August Artur, (3. házasságból) (* Kicő, 1884. január 12., †Scarsdale, New York, USA, 1957. július 14.; 1. felesége: (Fiume, 1915. december 23. (elvált: 1925) Marie Dorothée Dupré-Labauchere (* Párizs, 1884. február 4., †1944. szeptember 27.); 2. felesége: (New York, 1927. szeptember 30. Elaine Daniels Wilcox (* Denver, 1906. június 22., †1973. november 17.)